# Necromys lenguarum
Necromys lenguarum és una espècie de mamífer rosegador de la família dels cricètids. Viu a altituds d'entre 300 i 2.030 msnm a l'Argentina, Bolívia, el Paraguai i el Perú. Els seus hàbitats naturals són el cerrado, el chaco, les sabanes i les zones obertes. És una espècie en risc mínim, és a dir, no sembla que hi hagi cap amenaça significativa per a la seva supervivència. El seu nom específic, lenguarum, significa ‘de les llengües’ en llatí.